# Фредоль, Беренже де (младший)
Беренже де Фредоль младший (фр. Bérenger Frédol le Jeune; ? — ноябрь 1323, Авиньон, Авиньонское папство) — французский куриальный кардинал. Епископ Безье с 1309 по 23 декабря 1312. Камерленго Священной Коллегии Кардиналов с 1313 по 1323. Декан Священной Коллегии Кардиналов с июня по ноябрь 1323. Кардинал-священник с титулом церкви Санти-Нерео-эд-Акиллео с 23 декабря 1312 по 22 августа 1317. Кардинал-епископ Порто и Санта-Руфины с 22 августа 1317 по ноябрь 1323.

## Ранние годы и священство
О ранних годах жизни Беренже Фредоля младшего известно очень мало. Дата и место рождения Беренже де Фредоля младшего неизвестны. Сын Пьера де Фредоля, сеньор де Ла Верюнн. Племянник кардинала Беренже де Фредоля старшего (1305 год), со стороны отца.
Неизвестно также, где и какое получил образование.
Каноник и камергер соборного капитула в Безье.

## Епископ
Избран епископом Безье в 1309 году, подтверждён папой 29 мая 1309 году, занимал епархию до своего возведения в кардиналы. Дата и место рукоположения в епископы неизвестны.

## Кардинал
Возведён в кардинала-священника с титулом церкви Санти-Нерео-эд-Акиллео на консистории от 23 декабря 1312 года. 
Камерленго Священной Коллегии Кардиналов с 1313 по 1323. Участвовал в Конклаве 1314—1316 годов, который избрал Папу Иоанна XXII. Избран для сана кардиналов-епископов и субурбикарной епархии Порто и Санта-Руфины 22 августа 1317 года. Декан Священной Коллегии Кардиналов с июня по ноябрь 1321 года, после смерти своего дяди. 
Скончался кардинал Беренже де Фредоль младший в ноябре 1323 года, в Авиньоне. Место захоронения неизвестно.